# Хотень Второй
Хотень Второй (укр. Хотень Другий) — село в Изяславском районе Хмельницкой области Украины.
Население по переписи 2001 года составляло 102 человека. Почтовый индекс — 30321. Телефонный код — 3852. Занимает площадь 0,77 км². Код КОАТУУ — 6822185104.

## Местный совет
30320, Хмельницкая обл., Изяславский р-н, с. Плужное, ул. Бортника, 7